# Jordi Blasco Castany
Jordi Blasco Castany (Alzira, 1947) fou un advocat i polític valencià, germà de Rafael Blasco Castany i Francisco Blasco Castany.

## Biografia
Llicenciat en Dret, treballà com a interventor de l'administració local a l'ajuntament d'Alginet. Fou diputat pel PSPV-PSOE per la província de València a les eleccions generals espanyoles de 1986. Dins del Congrés dels Diputats ha estat vocal de les Comissions d'Economia, Comerç i Hisenda, de Pressupostos i de la Comissió Mixta per a les Relacions amb el Tribunal de Comptes.
No es presentà a les eleccions de 1989. En 1982 fou secretari general de la Conselleria d'Economia i Hisenda de la Generalitat Valenciana, dirigida pel seu germà Rafael. Després va continuar com a funcionari de l'administració local a Alginet, on encara hi exercia en 2013.